# Surakarta
Pour les articles homonymes, voir Surakarta (jeu), Royaume de Surakarta et Solo.
Surakarta, de son nom officiel Surakarta Hadiningrat, souvent appelée Solo du nom du village d'origine à l'emplacement duquel elle a été construite (également transcrit Sala), est une ville indonésienne située dans la province de Java central et ayant le statut de kota (ville). Elle comptait plus de 500 000 habitants en 2009. Fondée sur la base d'un simple village en 1745 pour devenir la nouvelle capitale du royaume de Mataram, la ville a vécu au rythme de l'histoire indonésienne. Ville riche en culture visitée par de nombreux touristes, elle est également l'un des centres économiques du pays. 

## Histoire
Le village de Solo est devenu capitale du royaume de Mataram à la suite de l'abandon du kraton (palais royal) de Kartasura par le Sunan Pakubowono II en 1745. Ce dernier y fit construire un  nouveau kraton, marquant la fondation du royaume de Surakarta. 
En 1755, le traité de Giyanti mettait fin à la troisième guerre de Succession javanaise avec le partage du royaume et la création du sultanat de Yogyakarta et de la principauté du Mangkunegaran.
Dans le deuxième moitié du XIXe siècle, sous le règne du sultan Pakubuwono X, le royaume connaît une forte croissance économique. En octobre 1945 apparaît dans la ville un mouvement anti-swapraja (anti-monarchie) mené par Tan Malaka. Lors de la révolution nationale indonésienne, la ville est libérée des Hollandais lors d'un raid mené le 7 août 1949 par le lieutenant-colonel Slamet Riyadi dont le nom a été donné par la suite à la plus grande avenue de la ville.
Dans les années 1960, la ville subit les conséquences de la prise de pouvoir de Soeharto. La ville fut également sérieusement endommagé dans les années 1990 à la suite d'émeutes coïncidant avec la chute de Soeharto et la crise économique asiatique.

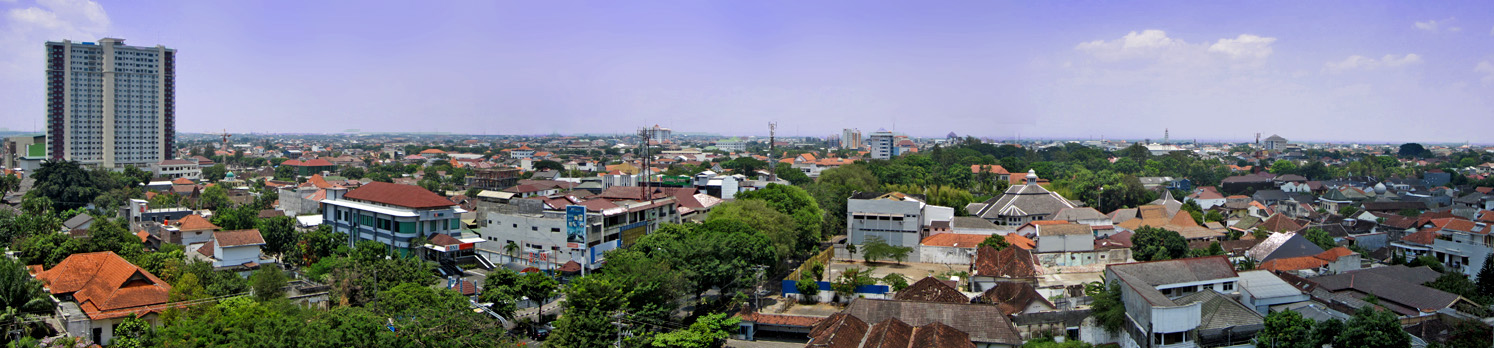
Vue panoramique de Surakarta

## Géographie

### Situation
Surakarta est située dans une vallée. Elle est approximativement à 65 kilomètres au nord-est de Yogyakarta et à 100 kilomètres au sud-est de Semarang (La capitale de la Province Java Central). La partie est de la ville est bordée par le fleuve  Bengawan Solo, qui est le plus long de l'île de Java. À l'ouest de la ville se trouvent les monts Merbabu et Merapi et à l'est le mont Lawu.

### Hydrologie
Les sources d'eau de Surakarta proviennent de la vallée du Merapi, depuis un total de 19 endroits, avec une capacité de 3,404 L/s. La hauteur moyenne des sources est située entre 800 et 1 200 m d'altitude. Entre 1890 et 1927, il n'y avait que 12 puits à Surakarta. Aujourd'hui, il y a 23 puits souterrains et sont capables de produire 45 L/s.
En mars 2006, la compagnie d'état gérant l'eau de Surakarta, la PDAM, avait une capacité de production de 865,12 L/s : 387,10 L/s en provenance de Cokrotulung (kabupaten de Klaten à 27 km de la ville et 478,02 L/s depuis 26 puits en profondeur. La capacité total du réservoir est 9 140 m³ et peut fournir de l'eau à 55,22 % de la population de la ville.
Le sol de Surakarta est fertile, en partie en raison de l'activité des volcans Merapi et Lawu. Combiné à des sources d'eau abondantes, l'arrière-pays est idéal pour la culture des légumes, alimentaire et de rente. À partir des années 1990, l'industrie et le tourisme en plein essor ont pris le pas sur l'activité agricole.

### Climat
Selon la classification de Köppen, la ville est située dans un climat tropical de mousson.
| Mois                              | jan. | fév. | mars | avril | mai | juin | jui. | août | sep. | oct. | nov. | déc. | année |
| --------------------------------- | ---- | ---- | ---- | ----- | --- | ---- | ---- | ---- | ---- | ---- | ---- | ---- | ----- |
| Température minimale moyenne (°C) | 22   | 22   | 22   | 22    | 22  | 21   | 21   | 21   | 22   | 22   | 22   | 22   | 22,8  |
| Température maximale moyenne (°C) | 29   | 29   | 29   | 31    | 30  | 30   | 29   | 30   | 31   | 31   | 30   | 29   | 29,9  |
| Précipitations (mm)               | 350  | 330  | 210  | 210   | 120 | 80   | 40   | 20   | 30   | 90   | 220  | 340  | 2 180 |

### Découpage administratif
La ville est divisée en 5 kecamatan et 51 kelurahan :
- Pasar Kliwon (code postal : 57110), 9 kelurahan
- Jebres (code postal : 57120), 11 kelurahan
- Banjarsari (code postal : 57130), 13 kelurahan
- Laweyan (code postal : 57140), 11 kelurahan
- Serengan (code postal : 57150), 7 kelurahan

## Démographie
La ville de Surakarta compte plus de 500 000 habitants. Les deux plus grandes universités sont l'université Sebelas Maret et l'université Muhammadiyah Surakarta et la ville compte en tout plus de 50 universités privés. La ville compte plusieurs hôpitaux, l'un des zoos les plus anciens d'Indonésie (le zoo Jurug) et de nombreux parcs. Parmi ceux-ci, on peut citer le parc Sriwedari à Laweyan qui accueille un théâtre de wayang orang et, le samedi soir, le marché de nuit Ngarsopuro. L'indicatif téléphonique de Surakarta est le (+62)271 et, si la ville compte assez peu de cabines téléphoniques à pièces ou à carte, il y a de nombreuses boutiques téléphoniques et cybercafés.

## Politique

### Liste des élus
| Période                                  | Période | Identité        | Étiquette | Qualité |
| ---------------------------------------- | ------- | --------------- | --------- | ------- |
|                                          | 2005    | Slamet Suryanto |           |         |
| 2005                                     | 2010    | Joko Widodo     | PDIL      |         |
| 2010                                     |         | Joko Widodo     | PDIL      |         |
| Les données manquantes sont à compléter. |         |                 |           |         |

### Villes jumelées
- Bulgarie : Montana
- Espagne : Bilbao
- Algérie : Alger

## Économie
L'indice des prix à la consommation en 2011 à Surakarta était de 119,44. La ville compte plusieurs marchés traditionnels (pasar): le pasar Klewer, le pasar Gedhe, le pasar Legi et le pasar Kembang. Le pasar Klewer est l'un des plus grands marchés de textile d'Indonésie. Il y a deux marchés d'antiquités près du kraton : le pasar Triwindu et le pasar Keris.
Le centre économique de la ville est localisé autour de la Slamet Riyadi, l'avenue principale de Surakarta. Plusieurs banques, hôtels, centres commerciaux, restaurants internationaux et offices de tourisme se trouvent aussi le long de l'avenue.
Il y a plusieurs zones industrielles autour de la ville comme Palur, Grogol et Jetis. Parmi les grandes sociétés qui ont leur siège social à Surakarta, on peut citer Sritex (textiles), Indo Acidatama (industrie chimique) et Konimex (industrie pharmaceutique). L'industrie du batik est l'un des secteurs les plus renommés de la ville.

## Transports

### Aérien
L'aéroport international Adisumarmo relie Solo à plusieurs villes d'Indonésie ainsi qu'à Kuala Lumpur en Malaisie et à Singapour. Solo est également accessible via l'aéroport international de Yogyakarta, située à environ 60 km.

### Ferré
Surakarta se trouve sur l'une des deux principales voies ferrées de Java, celle qui relie Jakarta à Surabaya par le sud. La ville est aussi reliée par chemin de fer à Bandung, capitale de la province de Java occidental et important centre universitaire. Elle possède quatre stations : Solo Balapan, Purwosari, Solo Jebres et Solo Kota.

### Routier
Le plus grand terminal de bus de Surakarta est le terminal Tirtonadi. La ville est située sur la Route nationale indonésienne 15 qui relie Yogyakarta et Waru dans le kabupaten de Sidoarjo.

## Culture et tourisme
Siège d'une ancienne cour royale et d'une cour princière, Solo préserve un riche héritage culturel. Avec le kraton (palais royal) de Yogyakarta et les cours princières du Mangkunegaran et du Pakualaman, le kraton de Surakarta est un des quatre lieux où se perpétuent la culture de cour javanaise, maintenue en premier lieu par les membres de la famille princière. Cette culture est transmise à travers un enseignement ouvert au public. Les leçons de danses ont notamment lieu sous un des bangsal (pavillon) dans l'enceinte du palais.
La ville de Surakarta abrite également une ISI (Institut Seni Indonesia, « Institut des arts d'Indonésie »), le musée Radya Pustaka présentant des antiquités (instruments de gamelan, kriss, marionnettes et histoires de wayang sur parchemins) et le musée Danar Hadi (collection antique d'étoffes royales en batik).
De Surakarta, les touristes peuvent visiter les candi (temples) de Cetho et Sukuh sur les flancs du volcan Lawu, à l'est de la ville.

## Sports
En 1923, Surakarta dispose déjà d'un club de football, l'un des plus anciens d'Indonésie : le Persis Solo. Depuis, la ville compte d'autres clubs comme l'Arseto Solo, le FC Solo ou le Bhayangkara Solo FC par exemple.  En 1948, la ville fut la première à accueillir les Pekan Olahraga Nasional. Jusqu'en 2009, elle était la seule d'Indonésie à avoir une équipe de basketball professionnelle, le Bhinneka Solo, depuis déplacée à Jakarta.
En 1998 a été inauguré un grand stade multisports, le stade Manahan. Parmi les autres installations sportives de la ville, on peut citer le stade Sriwedari, le stade Kota Barat, le centre des sports Bengawan, le Sritex Basketball et le Badminton Stadium.

## Personnalités liées à la ville
- Joko Widodo, maire de la ville de 2005 à 2012 puis gouverneur de Jakarta de 2012 à 2014, élu président de la république d'Indonésie en 2014[5].
- Nyi Ageng Serang (1752-1838), combattante indonésienne contre les colonisateurs néerlandais.
- Johanes Maria Pujasumarta (1949-2015), archevêque de Semarang.
- Alexander Djajasiswaja (1931-2006), évêque de Bandung.
- Jan Buijs (1889 - 1961), architecte néerlandais.

## Galerie

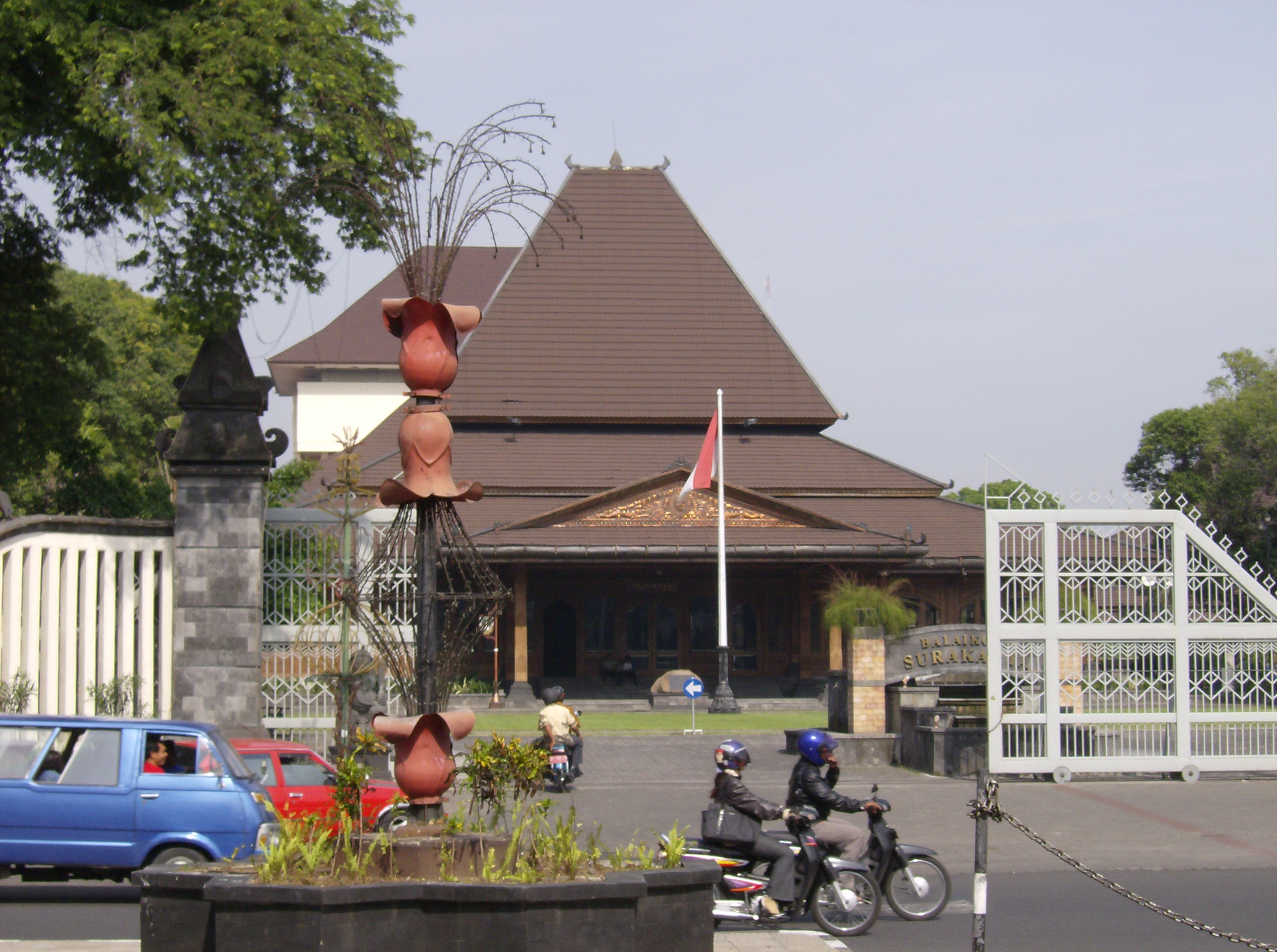
La mairie de Surakarta
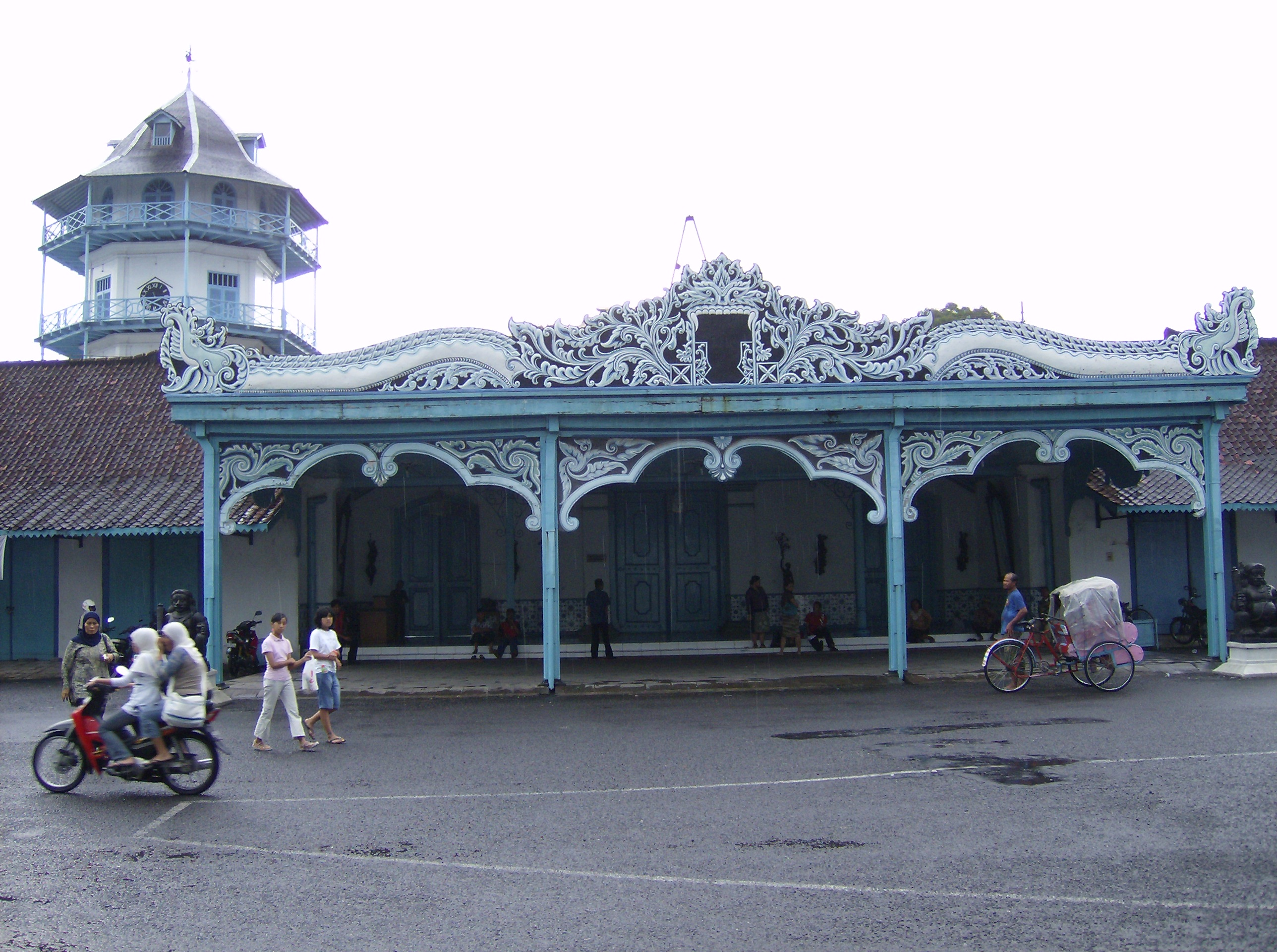
Façade du kraton (palais royal) de Surakarta
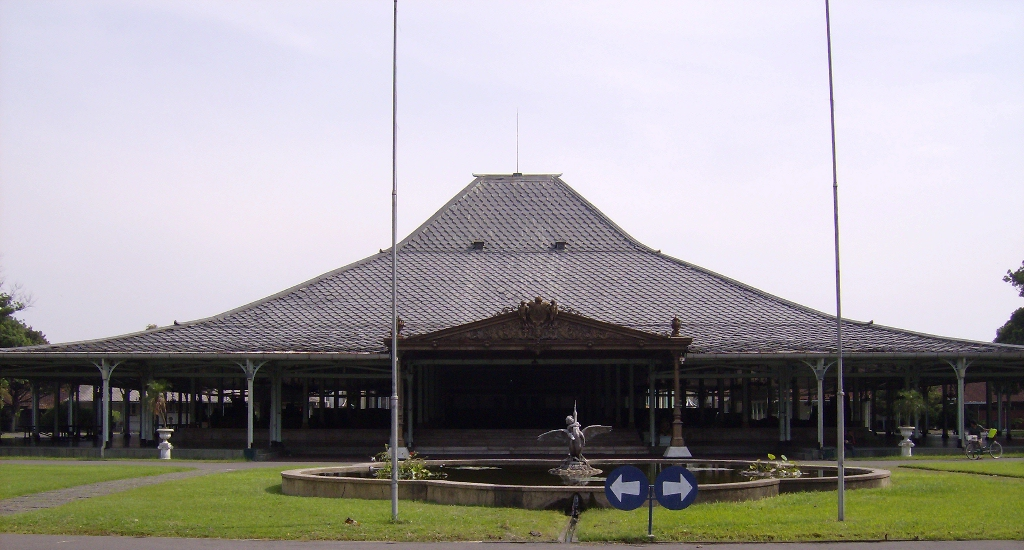
Le palais du Mangkunegaran
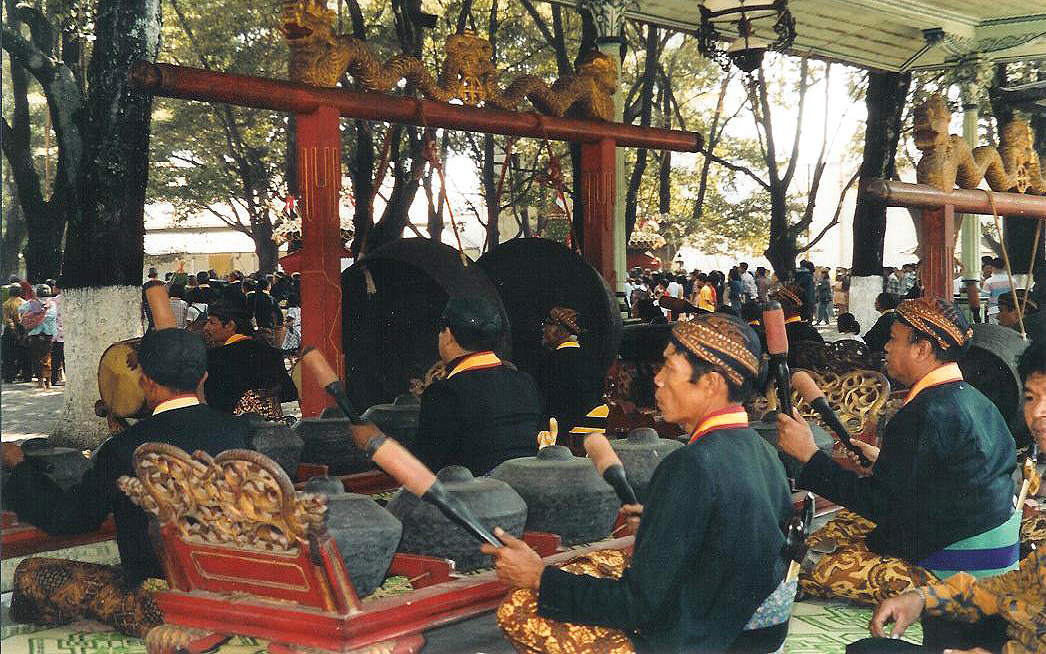
Le gamelan cérémonial « Munggang » du kraton Surakarta
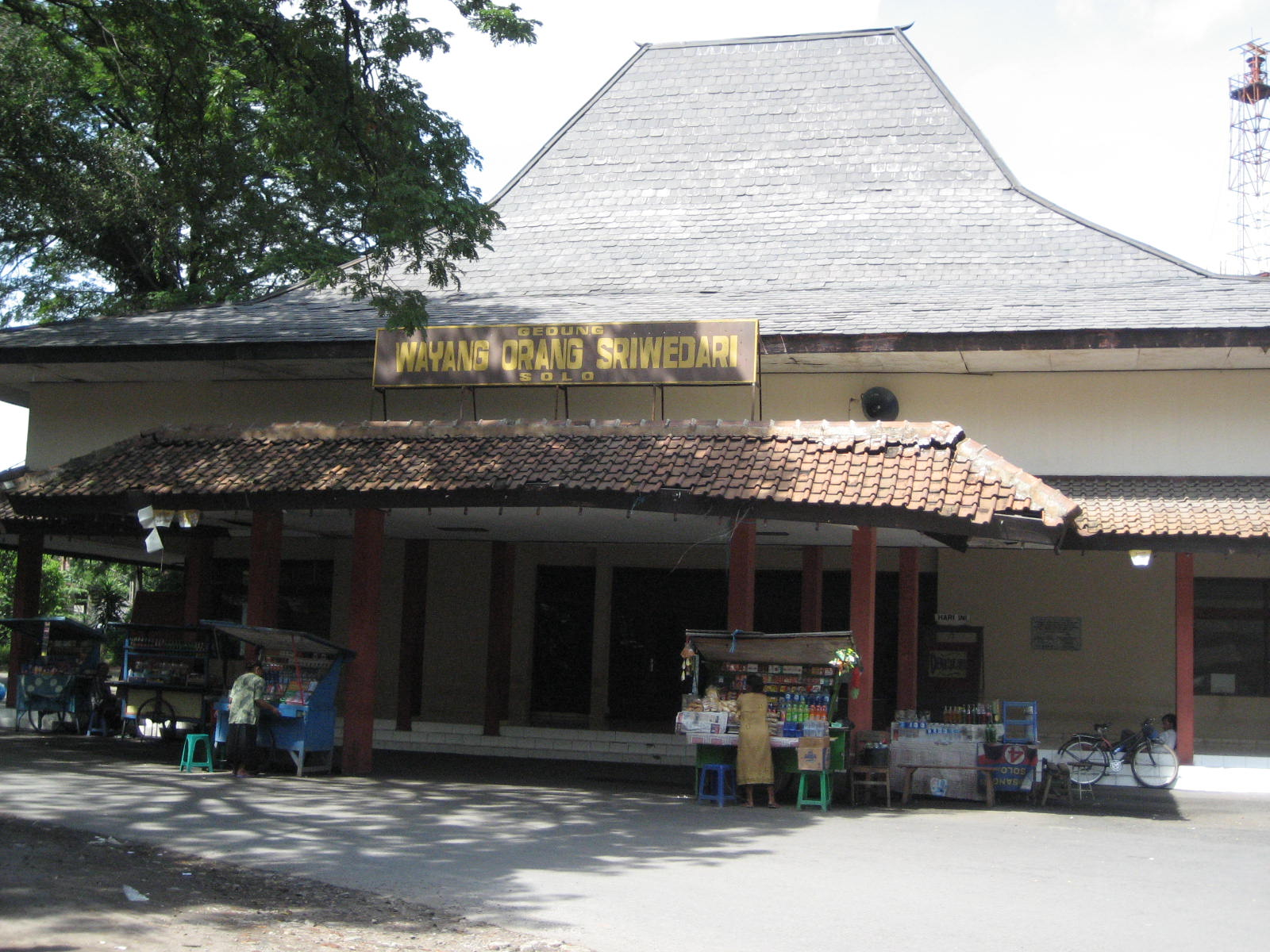
Le théâtre dansé traditionnel "Wayang Orang Sriwedari"
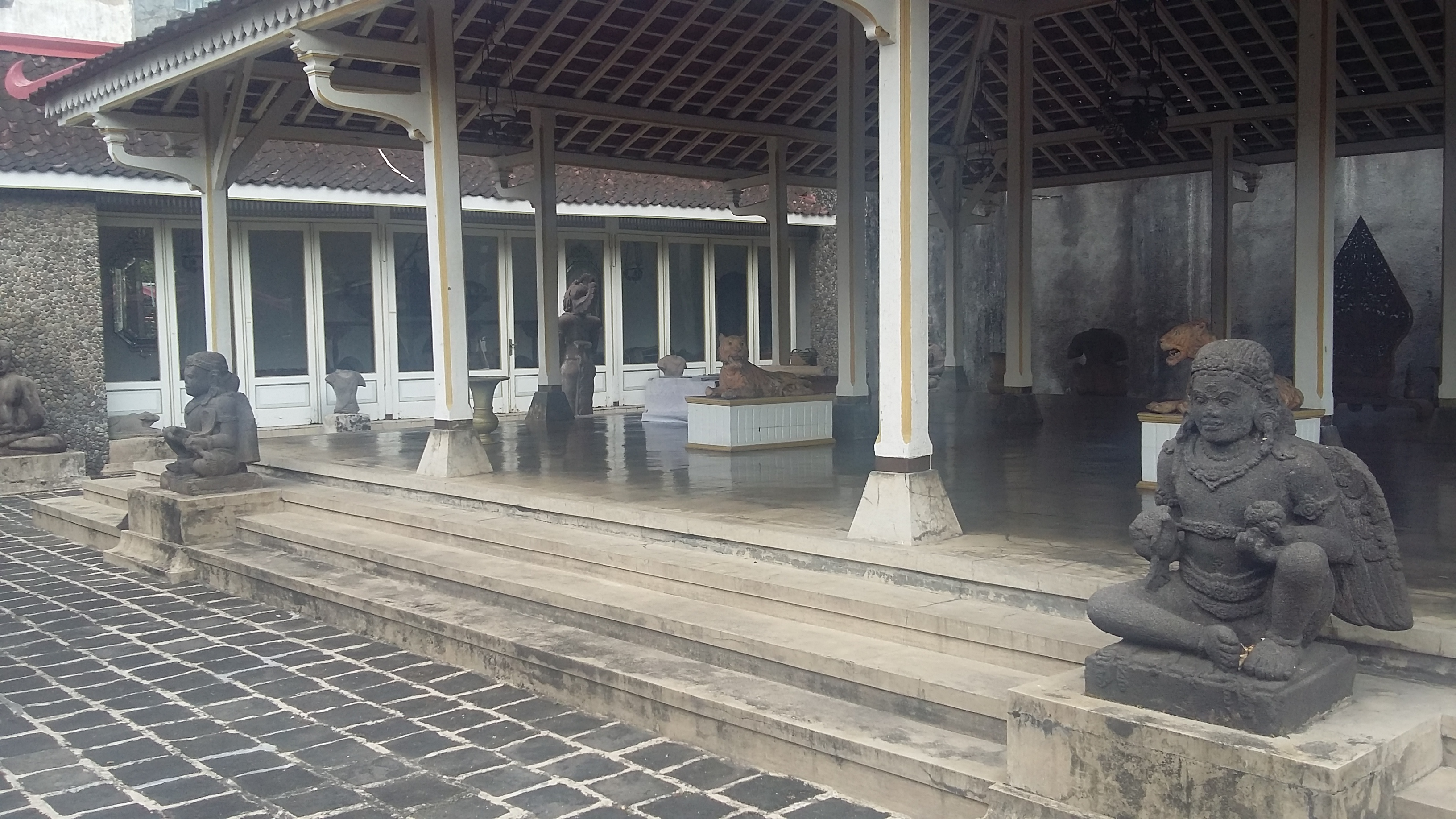
La maison de Go Tik Swan
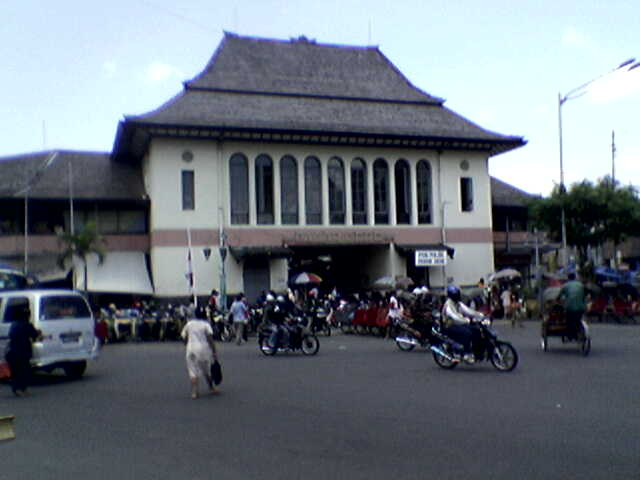
Le marché Hardjonagoro
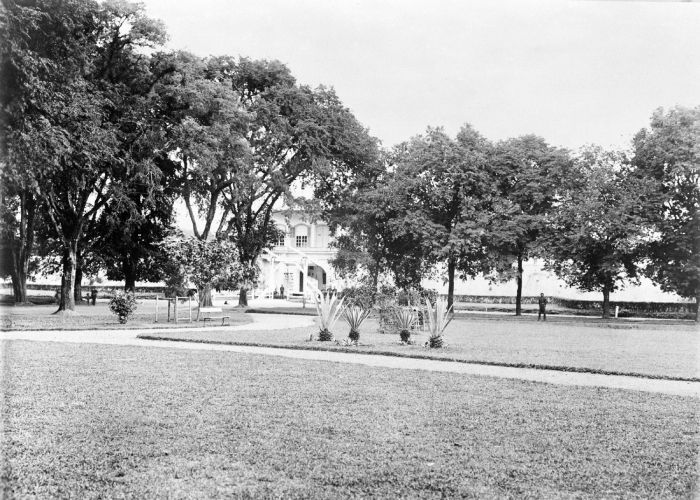
Le Fort Vastenburg, vestige du protectorat néerlandais (ici en 1900)
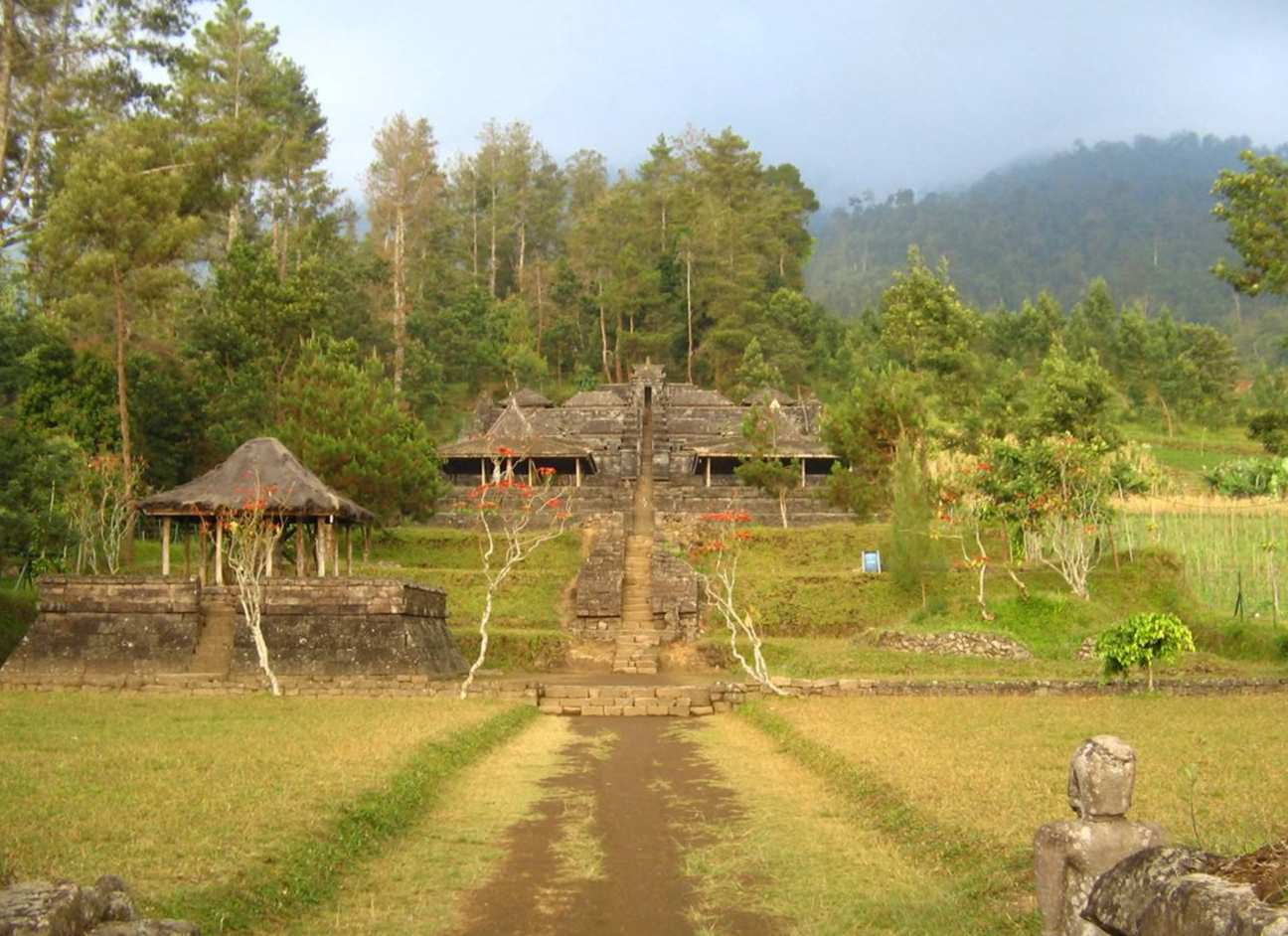
Le temple de Cetho
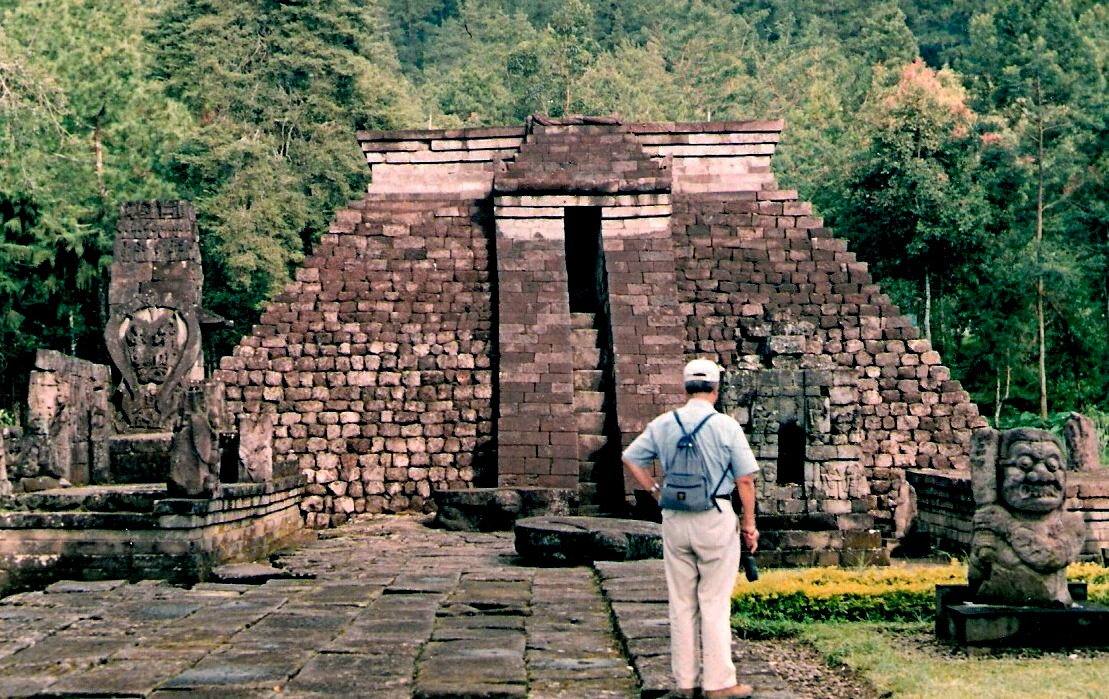
Le temple de Sukuh
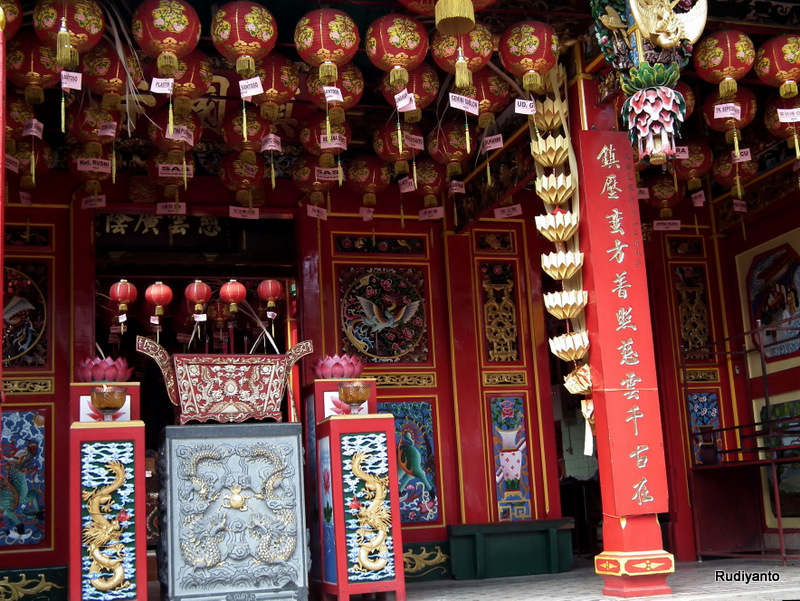
Le temple chinois Tien Kok Sie
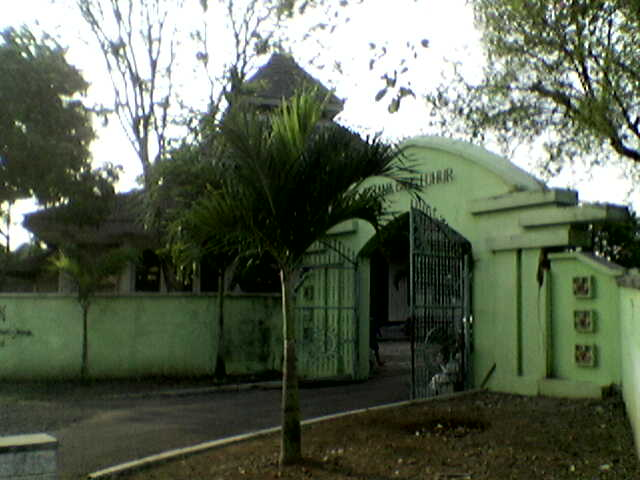
Le cimetière d'Astana Bibis Luhur dans le quartier de Jebres
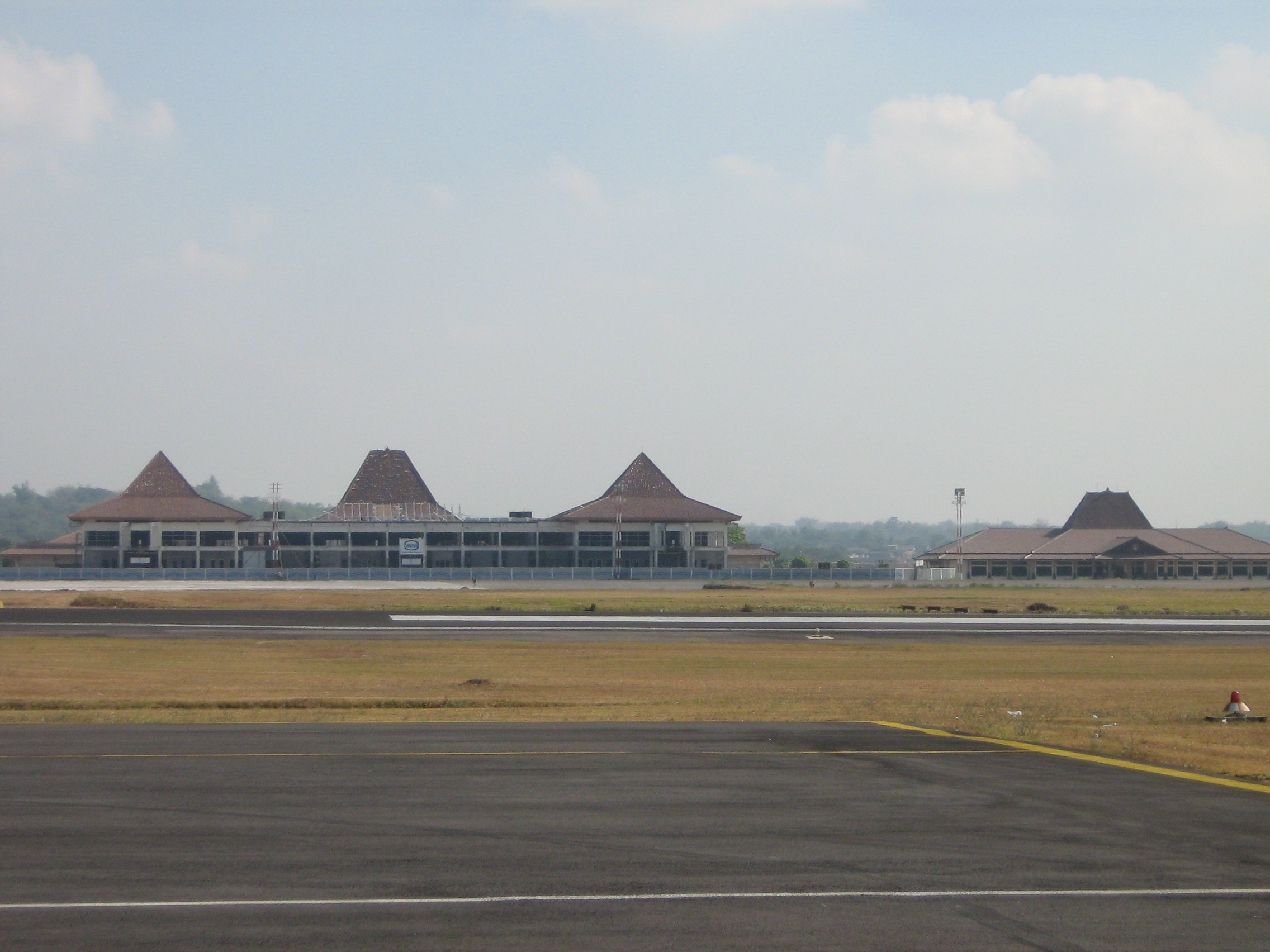
Aéroport international Adisumarmo : l'aérogare